# فهرست کشورها بر پایه تولید کنگر فرنگی
این فهرست کشورها بر پایه تولید کنگر فرنگی، بر اساس گزارش کتاب حقایق جهان و فائو منتشر شده است.
| رتبه | کشور                | کنگر فرنگی تولید به (تن) |
| ---- | ------------------- | ------------------------ |
| ۱    | ایتالیا             | ۴۸۳٬۵۶۱                  |
| ۲    | اسپانیا             | ۲۱۲٬۴۰۰                  |
| ۳    | پرو                 | ۱۳۴٬۲۴۴                  |
| ۴    | آرژانتین            | ۹۰٬۰۰۰                   |
| ۵    | مصر                 | ۷۴٬۰۰۰                   |
| ۶    | چین                 | ۶۶٬۰۰۰                   |
| ۷    | مراکش               | ۶۰٬۱۹۰                   |
| ۸    | ایالات متحده آمریکا | ۵۳٬۸۹۰                   |
| ۹    | فرانسه              | ۴۴٬۲۳۴                   |
| ۱۰   | شیلی                | ۳۸٬۰۰۰                   |
| ۱۱   | ترکیه               | ۳۶٬۳۲۰                   |
| ۱۲   | الجزایر             | ۲۵٬۰۰۰                   |
| ۱۳   | یونان               | ۲۱٬۳۰۰                   |
| ۱۴   | تونس                | ۱۸٬۰۰۰                   |
| ۱۵   | ایران               | ۱۰٬۰۰۰                   |
| ۱۶   | سوریه               | ۶٬۲۰۰                    |
| ۱۷   | اسرائیل             | ۳٬۲۲۹                    |
| ۱۸   | قبرس                | ۲٬۷۸۴                    |
| ۱۹   | رومانی              | ۲٬۲۰۰                    |
| ۲۰   | ازبکستان            | ۱٬۷۰۰                    |
| ۲۱   | مالت                | ۱٬۲۰۰                    |
| ۲۲   | مکزیک               | ۸۰۲                      |
| ۲۳   | لبنان               | ۶۰۰                      |
| ۲۴   | زامبیا              | ۴۰۰                      |
| ۲۵   | رئونیون             | ۳۰۰                      |
| ۲۶   | زیمبابوه            | ۱۷۰                      |
| ۲۷   | قزاقستان            | ۱۰۰                      |
| ۲۸   | کنیا                | ۲۰                       |
| ۲۹   | سوئیس               | ۴                        |